# آبشار روثباخ

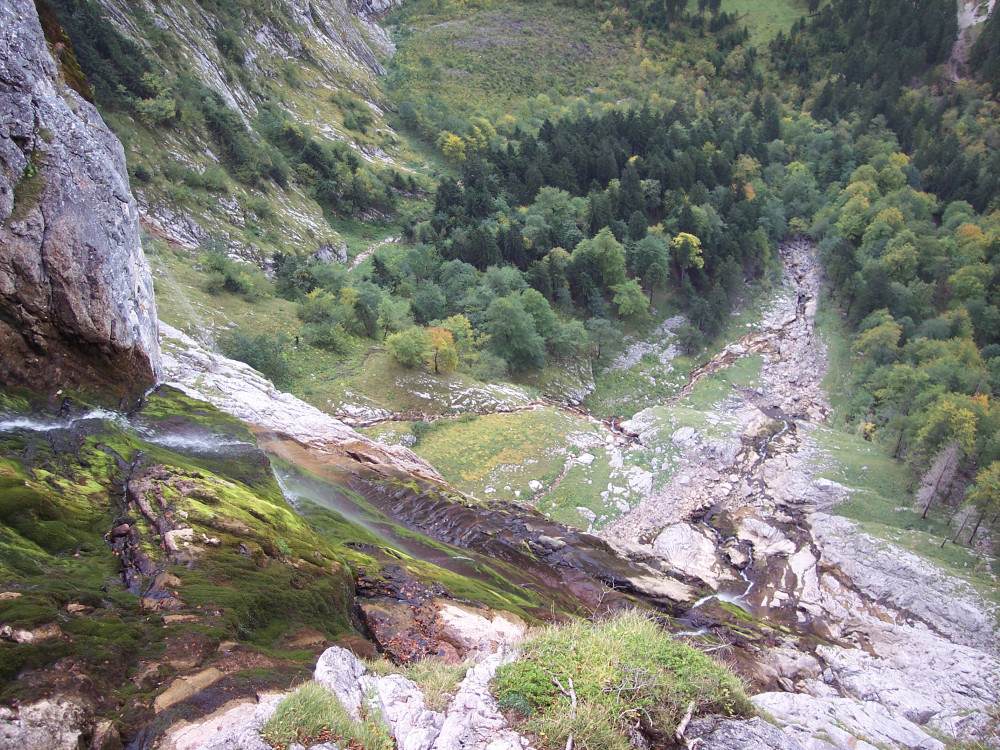
نمایی از بالا، در کم‌آب در ماه اکتبر

آبشار روثباخ یا روثباخفال (به آلمانی: Röthbachfall) بلندترین آبشار آلمان با ارتفاع ۴۷۰ متر است. این آبشار در منطقه برشتس‌گادن در دریاچه Obersee قرار دارد. یکی از راه‌های بازدید از آبشار از دریاچه کونیگسی به سمت Salet است.